# Lee Dong-gyeong
Lee Dong-gyeong (kor. 이동경, * 20. September 1997 in Daegu, Gyeongsangbuk-do) ist ein südkoreanischer Fußballspieler, der beim K-League-1-Teilnehmer Ulsan Hyundai unter Vertrag steht und seit Saison 2022/23 an Hansa Rostock ausgeliehen ist.

## Vereinskarriere

### Beginn in Südkorea
Lee Dong-gyeong wurde am 20. September 1997 in Daegu geboren. Er begann im Alter von acht Jahren an der Daegu Hwawon Elementary School mit dem Fußball. 2010 erfolgte der Wechsel in die Jugendabteilung des Erstligisten Ulsan Hyundai. Nach fünf Jahren schloss er sich für zwei Saisons dem Team der Hongik University an. 2018 kehrte er zu Ulsan Hyundai zurück, wurde aber für die Rückrunde an den FC Anyang verliehen, für die er insgesamt zehn Ligaspiele bestreiten durfte.
Nach seiner Rückkehr konnte er sich bei Ulsan einen Kaderplatz erkämpfen und wurde in der Folge zum Stammspieler. 2020 konnte er mit seiner Mannschaft die AFC Champions League gewinnen. Bis zum 31. Januar 2021 konnte Lee in 72 Ligaspielen elf Tore erzielen. Dank starker Leistungen spielte er sich zudem in den Fokus der Nationalmannschaft.

### FC Schalke 04
Am 31. Januar 2022 gab der FC Schalke 04 bekannt, dass Lee bis zum Ende der Saison die Schalker Mannschaft verstärken werde. Außerdem wurde eine Kaufoption ausgehandelt. Bei den Königsblauen erhält er die Rückennummer 14. Sein erstes Pflichtspiel für Schalke bestritt er am 13. Februar 2022 auswärts bei Fortuna Düsseldorf. Am 26. Februar 2022 kurz vor dem Auswärtsspiel gegen den Karlsruher SC informierte Schalke 04 darüber, dass sich Lee im Abschlusstraining einen Mittelfußbruch zugezogen hat und dadurch mehrere Wochen ausfallen werde.

### Hansa Rostock
Ab September 2022 stand Lee als Leihspieler von Ulsan Hyundai beim deutschen Zweitligisten Hansa Rostock unter Vertrag. Anfänglich unter Hansa-Trainer Jens Härtel, ab Anfang November 2022 dann unter Patrick Glöckner, absolvierte er sechs Spiele in der Hinrunde der Saison 2022/23. Bis Saisonende kam er auf insgesamt zwölf Zweitliga-Einsätze für die Rostocker. Unter dem ab März 2023 amtierenden und nunmehr dritten Hansa-Trainer in dieser Saison, Alois Schwartz, wurde er jedoch nur noch einmal im Heimspiel gegen Holstein Kiel eingewechselt und gehörte ab Mitte April nicht mehr zum Spieltagskader des FCH.

## Nationalmannschaft
Am 23. Juni 2018 bestritt er sein Länderspieldebüt für die U23 gegen die U23-Auswahl Indonesiens. Verpasste er noch einen Kaderplatz für die Asienspiele 2018, gehörte er 2020 während der U23-Asienmeisterschaft zum Stammpersonal. Er kam in fünf Spielen zum Einsatz und gewann mit seiner Mannschaft das Finale gegen die Auswahl U-23 mit 0:1 nach Verlängerung.
Am 5. September 2019 machte Lee sein Debüt für die A-Nationalmannschaft gegen Georgien. Er schaffte es in den südkoreanischen Kader für die Olympischen Sommerspiele 2020. Dort schied man im Viertelfinale gegen Mexiko aus. Dank starken Leistungen spielte er sich in den Fokus einiger europäischer Vereine.

## Spielweise
Rouven Schröder, Sportdirektor des FC Schalke 04, sagte über ihn, er sei „ein ausgezeichneter Techniker, benötigt nur wenige Kontakte zur Spielfortsetzung und besitzt die Qualität, sich in engen und umkämpften Situationen spielerisch zu befreien. Er wird unserem Kader noch mehr Torgefahr, Variabilität und damit Unberechenbarkeit geben“. In den deutschen Medien wurde er als „koreanischer Messi“, in Anspielung auf den argentinischen Fußballstar Lionel Messi, bezeichnet.

## Erfolge
Verein
Ulsan Hyundai
- AFC-Champions-League-Sieger: 2020

FC Schalke 04
- Deutscher Zweitligameister: 2022

Nationalmannschaft
- U-23-Asienmeister: 2020